# 泰塔
35°06′57″N 108°20′00″E / 35.11583°N 108.33333°E
泰塔位于中国陕西省咸阳市旬邑县旬邑中学老校区内，2001年被列为第五批全国重点文物保护单位。
泰塔始建于北宋嘉祐四年（1059年），为楼阁式仿木结构砖塔，八角七层，高53米，底层直径12米。